# Епигони
Това е статия за гръцкия мит. За наследниците на Александър Македонски (също наричани епигони) вижте Диадохи
Епигони (от гр. „наследници“) в древногръцката митология са синовете на Аргоските герои, които се бият и умират в първия поход срещу Тива. Полиник и шест негови другари („Седемте срещу Тива“) нападат Тива, защото братът близнак на Полиник – Етеокъл, отказва да предаде трона. Вторият поход срещу Тива, наречен войната на Епигоните, е 10 години по-късно, когато Епигоните решават да отмъстят за смъртта на бащите си.
Според Аполодор те са:
- Егиалей, син на Адраст
- Алкмеон, син на Амфиарай
- Амфилох, син на Амфиарай
- Диомед, син на Тидей
- Евриал, син на Мекестей
- Промах, син на Партенопей
- Стенел, син на Капаней
- Терсандър, син на Полиник

Към тях Павзаний добавя и:
- Полидор, син на Хипомедонт

## Войната
Аполодор и Павзаний описват историята на войната на Епигоните с някои разлики. Според Аполодор, Делфийският оракул обещал победа на Епигоните, ако Алкмеон бъде избран за техен предводител и така и станало. Егиалей бил убит от Лаодамант, син на Етеокъл, но Алкмеон убил Лаодамант. Тиванци били победени и по съвет на гадателя Тирезий напускат града. Павзаний казва, че Терсандър бил техен водач и когато Лаодамант напуснал Тива с останалите тиванци, Терсандър, синът на Полиник, водач на първия поход срещу Тива, станал цар на Тива.

### В изкуството
Статуи на Епигони има в Аргос и Делфи.
Войната на Епигоните е тема на епическа поема, приписвана от някои на Омир.
- В по-широк смисъл епигон се използва, за да обозначи човек, последовател или деятел в някаква област, лишен от оригиналност и буквално повтарящ идеите на своите предшественици.